# 天平の甍
『天平の甍』（てんぴょうのいらか）は、井上靖の歴史小説。初刊は中央公論社で1957年12月に刊行、新潮文庫で1964年3月に文庫化（改版2005年）。作者は訪中後に加筆している。芸術選奨受賞作。
遣唐使（第9次）で大陸に渡った留学僧たち。高僧を招くという使命を受け、後に鑒眞（鑑真）と会う普照と栄叡を軸とした若い留学僧たちの運命を描く。

## 映画
1980年1月26日に公開された。製作は芸苑社、配給は東宝。
熊井啓監督が1957年の小説連載開始から映画化を企画していたおり、ねばり強い中国ロケ折衝が実り、非常に困難だった中国ロケの日中国交正常化一番乗りを勝ち取った。最初に1979年6月下旬から8月まで、蘇州を中心に、桂林、北京の故宮などで中国側から全面協力を得てロケをスムーズに行い、同年10月から再び中国ロケを行った。結果的に壮大な中国の観光映画になった。

### スタッフ
- 監督：熊井啓
- 脚本：依田義賢
- 製作：佐藤一郎、金原文雄、磯野理、遠藤雅也
- 音楽：武満徹
- 撮影：姫田真佐久
- 美術：木村威夫
- 録音：吉田庄太郎
- 編集：小川信夫
- 監督補佐：小笠原清
- 助監督：小倉洋二、松井稔、鈴木康敬、吉川威史
- 現像：東洋現像所
- 製作協力：日本中国文化交流協会、中華人民共和国文化部、東京放送、東宝、北京映画制作所、上海映画制作所、西安映画制作所

### キャスト
- 普照：中村嘉葎雄
- 栄叡：大門正明
- 玄朗：浜田光夫
- 戒融：草野大悟
- 鑒真：田村高廣
- 業行：井川比佐志
- 景雲：常田富士男
- 平郡郎女：藤真利子
- 与呂志女：高峰三枝子
- 小芳：吉田日出子
- 吉備真備：梅野泰靖
- 阿倍仲麻呂：高橋幸治
- 藤原清河：高野真二
- 大伴古麻呂：出水憲司
- 隆尊：志村喬
- 良弁：滝沢修
- 道抗：陶隆司
- 思託：町田博
- 祥彦：井上昭文
- 徳清：平野稔
- 法進：山本勝
- 法載：松本丈
- 曇静：伊藤浩二
- 義静：源馬均
- 崇信：林寛一
- 善尊：鶴田忍
- 陰陽師：三笑亭笑三
- 張警備隊長：沼田曜一
- 李船長：汐路章
- 水夫：横山あきお、砂塚秀夫
- その他：草薙幸二郎、島本須美ほか
- 踊り：山崎啓子（松山バレエ団）
- ナレーション：城達也

## 舞台
前進座が舞台化している。依田義賢：脚色、十島英明：演出、四代目河原崎長十郎、嵐圭史など。